# باول ليفين
باول ليفين (بالإنجليزية: Paul Levine) (و. 1948  م) هو روائي، وكاتب سيناريو أمريكي، ولد في بنسيلفانيا، بدأ مشواره المهني سنة 1990.

## التعليم
تعلم في جامعة ولاية بنسلفانيا، وتعلم في جامعة ميامي
.

## أعمال بارزة
من أهم أعماله:
- جاغ.

## وصلات خارجية
- باول ليفين على موقع IMDb (الإنجليزية)

- باول ليفين في قاعدة بيانات الأفلام على الإنترنت